# Stigmatochromis woodi
Stigmatochromis woodi é uma espécie de peixe da família Cichlidae.
Pode ser encontrada nos países Malawi, Moçambique e Tanzânia.
Os seus habitats naturais são: lagos de água doce.